# Organum
Een organum is een middeleeuwse vorm van meerstemmige zang van de negende tot de dertiende eeuw. De vroegste geschreven vorm ervan treft men aan in de verhandeling Musica enchiriadis ('Muzikaal handboek') die dateert uit ca. 900.
De eerste meerstemmige stukken die in de vroege middeleeuwen tot ontwikkeling kwamen noemt men organa (enkelvoud: organum). Er zijn vier soorten te onderscheiden:
- Parallel organum
- Zwevend organum
- Melismatisch organum
- Vrij organum

Als componisten van organum zijn uit de twaalfde en dertiende eeuw vooral Leoninus en Perotinus bekend. Zij werkten aan de Notre-Dame van Parijs. Het organum is karakteristiek voor de zogeheten Notre Dame-stijl. Muziekstukken met organum zijn overgeleverd in een vrij klein aantal middeleeuwse handschriften.

## Soorten organum

### Parallel organum

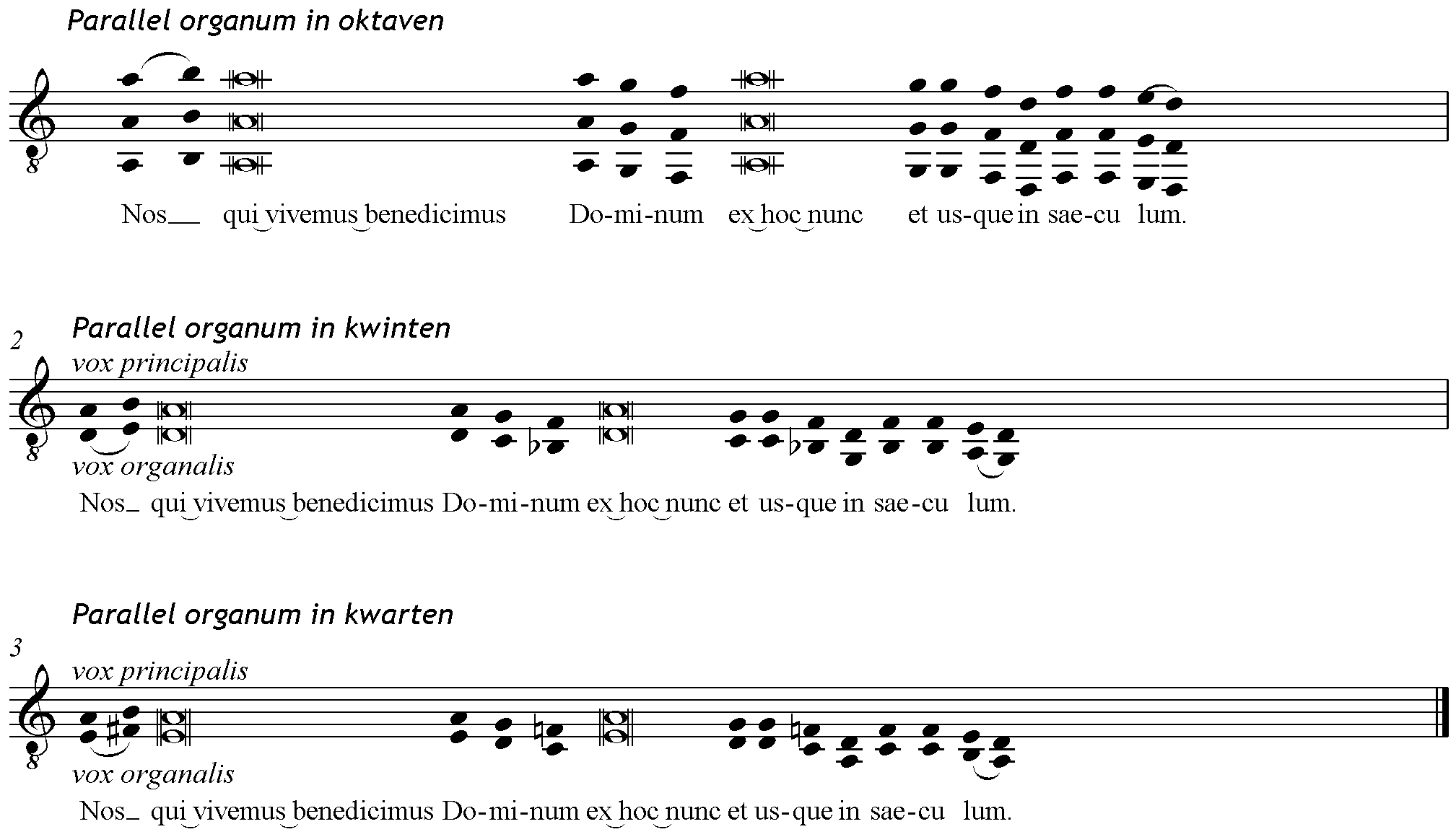
Voorbeeld van parallel organum in octaven, kwinten en kwarten

Parallel organum is de oudste vorm van het organum. Hierbij zingt de eerste stem (vox principalis, later cantus firmus genoemd) de oorspronkelijke Gregoriaanse melodie, en zingt de onderstem (vox organalis) op een kwart of kwint lager parallel mee. Door verdubbeling van de vox principalis of vox organalis in een hoger of lager octaaf ontstaan kwinten- en kwartenparallellen. De zijdelingse beweging ontstaat als uitweg om niet-reine kwarten te vermijden.

### Zwevend organum

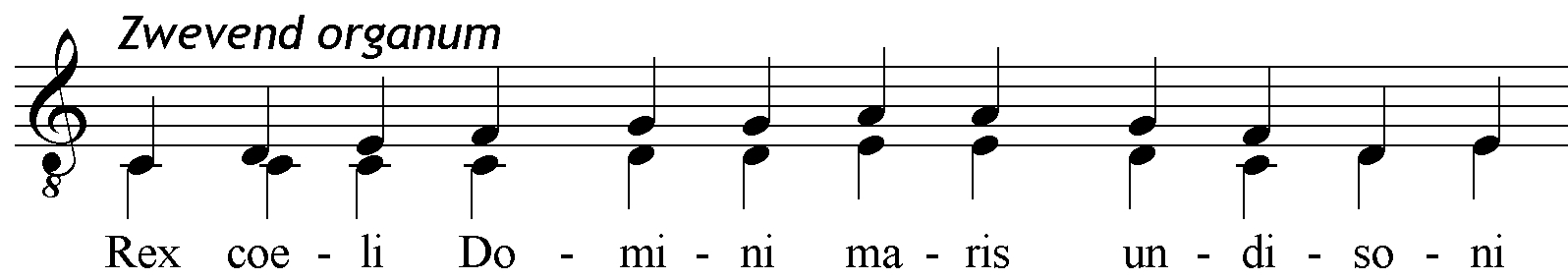
Voorbeeld van zwevend organum

Bij het zwevend organum werd aan het begin van een organum bijvoorbeeld eerst een prime, secunde en terts gezongen voordat men weer in parallelle kwarten of kwinten begon te zingen. Aan het einde van het organum gebeurde dan het omgekeerde. Ook werd er gebruikgemaakt van drie- en vierstemmigheid door de stemmen een octaaf hoger te verdubbelen. Hiervoor werden dan jongensstemmen gebruikt. Het zwevend organum wordt ook wel de Saint-Martialstijl genoemd.

### Melismatisch organum

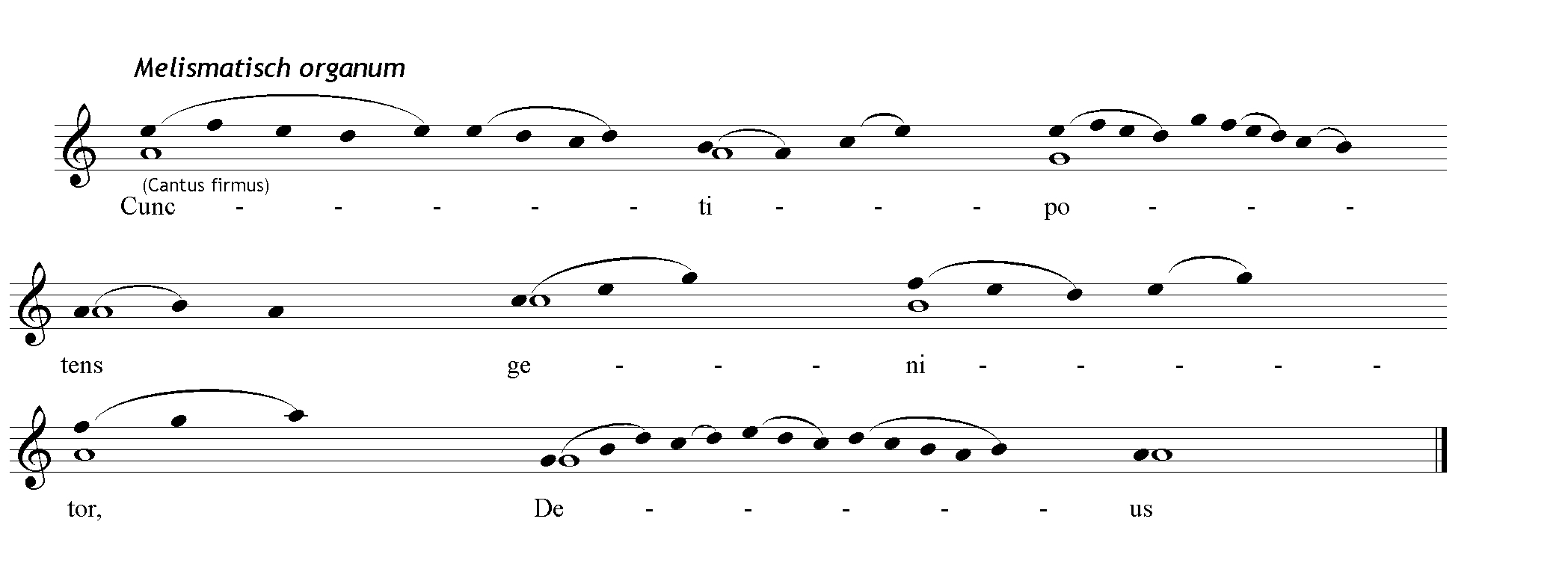
Voorbeeld van melismatisch organum

Het melismatisch organum, organum duplum of organum purum ontstaat begin 12e eeuw. Hierbij wordt de oorspronkelijke melodie nog steeds gezongen door de eerste stem, maar deze gaat in lange noten zingen. Deze stem of 'cantus firmus' heet nu geen 'vox principalis' meer, maar tenor (latijn: tenor = 'de voortduur, het aanhouden'). De tweede stem zingt nu daarboven in melismen, in versierde stijl en is melodisch en ritmisch vrijer dan de tenor. Deze stem heet nu duplum (uit het latijn: 'het dubbele').
Deze stijl werd veel toegepast te Saint Martial bij Limoges in Frankrijk, en te Santiago de Compostella in Noord-Spanje.

### Vrij organum

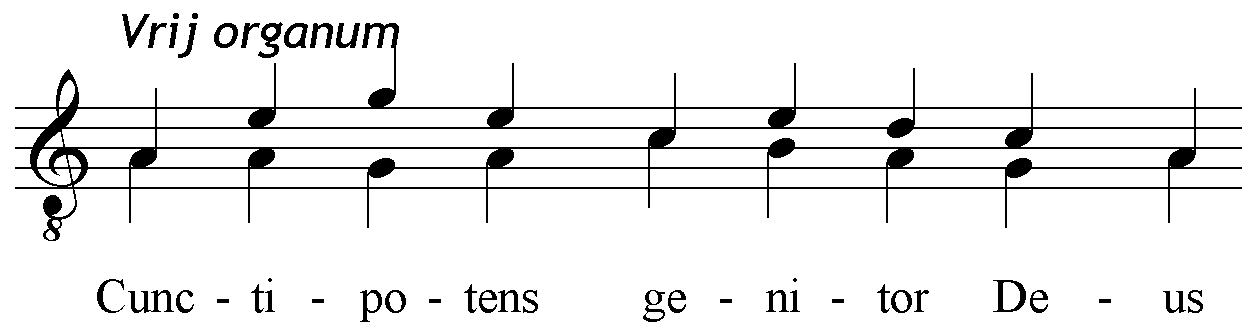
Voorbeeld van vrij organum

In het vrije organum treft men verschillende bewegingen der beide stemmen ten opzichte van elkaar aan: zijdelingse beweging, tegenbeweging, parallelle beweging. De cantus firmus ligt nu in de onderstem.

## Handschriften
De vroegst bekende overlevering van het organum is enerzijds de groep handschriften met het repertoire van Saint-Martial en anderzijds de groep handschriften met de muziek van de Notre Dameschool.

### Saint-Martial
- SM 1 - Parijs, Bibliothèque nationale de France, ms. latin 1139
- SM 2 - Parijs, Bibliothèque nationale de France, ms. latin 3549
- SM 3 - Parijs, Bibliothèque nationale de France, ms. latin 3749
- LoSM - Londen, British Library, Add. Ms. 36881

### Magnus Liber Organi
- W1 - Wolfenbüttel, Herzog August Bibliothek, hs. 677
- F - Florence, Biblioteca Medicea Laurenziana, Pluteus 29,1
- Ma - Madrid, Biblioteca Nacional de España, ms. 20486
- W2 - Wolfenbüttel, Herzorg August Biblothek, hs. 1206